# Richard Pole
Richard Pole (1462 - antes del 18 de diciembre de 1505) fue un galés que tuvo una relación cercana y servicial con el rey Enrique VII de Inglaterra, su primo. Fue nombrado caballero de la Orden de la Jarretera y se le dio como esposa a Margaret Plantegenet, condesa de Salisbury. Este matrimonio fortalecía la entramada relación que habían hecho los Tudor entre las casa de Lancaster y York.

## Familia
Su padre, Sir Richard, descendiente de una antigua familia galesa, era un hidalgo hacendado de Buckinghamshire, hijo a su vez Geoffrey Pole Esquire de Worrell, Cheshire, y de Wythurn en Medmenham, Buckinghamshire (1431 - 1474 o 4 de enero de 1479. Su madre era Edith St John, hija de Sir Oliver St John de Bletso, Bedfordshire (d. 1437) y medio hermana de Lady Margarita Beaufort, madre de Enrique VII; ellas compartían la misma madre, Margarita Beauchamp de Bletso, quien se casó tres veces; lo que hacía de Richard primo hermano de Enrique VII. Sir Richard era también prima hermana de Alice St John, madre de Jane Bolena, Vizcondesa de Rochford.

## Reinado de los Tudor
Henry VII le dio varios títulos: Condestable de los castillos de Harlech y Montgomery y Sheriff de Merionethshire. En 1495, Pole levantó armas contra la rebelión de Perkin Warbeck.
Sir Richard Pole fue "un valiente comandante experimentado", el primero en servir a Enrique VII en la guerra de Escocia en 1497 con cinco lanceros y dos cientos arqueros, que aumentaron poco después.
El rey Enrique más tarde le confió la casa de su hijo, Arturo, príncipe de Gales. Pole fue nombrado miembro de la Orden de la Jarretera en abril de 1499. Después del matrimonio del príncipe Arturo y Catalina de Aragón en 1501, Pole le acompañó Ludlow en la frontera con Gales, donde Arturo residía en calidad de príncipe de Gales y presidente del Consejo de Gales y las Marcas. Pole fue nombrado responsable de las marcas de Gales. El también tuvo la difícil tarea de reunir al Consejo de Gales y las Marcas para decidir como comunicar al rey la muerte de su hijo el 2 de abril de 1502.

## Matrimonio
Se casó con Margaret Plantagenet, hija de, príncipe Jorge Plantagenet, duque de Clarence y Lady Isabel Neville, entre 1491 y 1494, posiblemente el 22 de septiembre de 1494. Sir Richard Pole pudo ser elegido por Enrique VII, como esposo para su prima Margaret, por ser sobrino de la madre del rey, Margarita Beaufort. Hay que tener en cuenta de Lady Salisbury era la última descendiente de los Plantagenet y una rica heredera, cuyos derechos al trono eran un peligro permanente para la Familia Real.
Falleció antes del 18 de diciembre de 1505.

## Descendencia
Él y su esposa tuvieron cinco hijos:
- Henry Pole, Barón Montagu (c. 1492 - 9 de enero de 1539), ejecutado por traición por Enrique VIII
- Reginald Pole (c. 1500 - 17 de noviembre de 1558), cardenal de Iglesia Católica.
- Sir Geoffrey Pole (c. 1501 or 1502 - 1558)
- Sir Arthur Pole de Broadhurst (c. 1502 - 1535)
- Lady Ursula Pole, Baronesa Stafford (c. 1504 - 12 de agosto de 1570), casada con el I Barón Stafford.